# الکسی گریباف
الکسی نیکلایوویچ گریباف (روسی: Алексе́й Никола́евич Гри́бов؛ ‏ ۳۱ ژانویهٔ ۱۹۰۲ – ۲۶ نوامبر ۱۹۷۷) بازیگر و مدرس بازیگری و تئاتر اهل امپراتوری روسیه بود.
وی همچنین برندهٔ جوایزی همچون نشان انقلاب اکتبر، جایزه هنرمند مردمی اتحاد جماهیر شوروی، نشان لنین، قهرمان کار سوسیالیست، هنرمند مردمی جمهوری شوروی فدراتیو سوسیالیستی روسیه، و نشان پرچم سرخ کار شده‌است.